# Liste der Nummer-eins-Hits in Portugal (2011)
Diese Liste enthält alle Nummer-eins-Hits in Portugal im Jahr 2011. Es gab in diesem Jahr 23 Nummer-eins-Alben.
| Alben |
| --- |
| - Tony Carreira – O mesmo de sempre - 8 Wochen (28. November 2010 – 22. Januar 2011, insgesamt 11 Wochen) - Pearl Jam – Live on Ten Legs - 1 Woche (23. Januar – 29. Januar) - Aurea – Aurea - 8 Wochen (30. Januar – 26. März, insgesamt 11 Wochen) - The Gift – Explode - 2 Wochen (27. März – 9. April) - Aurea – Aurea - 3 Wochen (10. April – 30. April, insgesamt 11 Wochen) - André Sardet – Pára, escuta e olha - 1 Woche (1. Mai – 7. Mai) - Amor Electro – Cai o carmo e a trindade - 3 Wochen (8. Mai – 28. Mai, insgesamt 7 Wochen) - Lady Gaga – Born This Way - 1 Woche (29. Mai – 4. Juni) - Eddie Vedder – Ukulele Songs - 1 Woche (5. Juni – 11. Juni) - Amor Electro – Cai o carmo e a trindade - 4 Wochen (12. Juni – 9. Juli, insgesamt 7 Wochen) - Angélico – Angélico - 3 Wochen (10. Juli – 30. Juli) - GNR – Voos domésticos - 1 Woche (31. Juli – 6. August) - Tony Carreira – O mesmo de sempre - 3 Wochen (7. August – 27. August, insgesamt 11 Wochen) - Paula Fernandes – Ao vivo - 2 Wochen (28. August – 10. September insgesamt 4 Wochen) - David Guetta – Nothing but the Beat - 1 Woche (11. September – 17. September) - Sérgio Godinho – Mutuo consentimento - 1 Woche (18. September – 24. September) - Pearl Jam – PJ 20 (Soundtrack) - 1 Woche (25. September – 1. Oktober) - Nirvana – Nevermind – Deluxe Edition - 2 Wochen (2. Oktober – 15. Oktober) - Panda vai à escola – Panda vai à escola n°4 - 1 Woche (16. Oktober – 22. Oktober) - David Carreira – N.1 - 1 Woche (23. Oktober – 29. Oktober) - Coldplay – Mylo Xyloto - 3 Wochen (30. Oktober – 19. November) - Michael Bublé – Christmas - 1 Woche (20. November – 26. November) - Fausto Bordalo Dias – Em busca das montanhas azuis - 1 Woche (27. November – 3. Dezember) - Rodrigo Leão – A montanha mágica - 1 Woche (4. Dezember – 10. Dezember) - Amy Winehouse – Lioness: Hidden Treasures - 2 Wochen (11. Dezember – 24. Dezember) - Adele – Live at the Royal Albert Hall - 1 Woche (25. Dezember – 31. Dezember) |